# Mitrophrys kenyamagaribae
Mitrophrys kenyamagaribae là một loài bướm đêm trong họ Noctuidae.